# Microterys nanus
Microterys nanus är en stekelart som beskrevs av Prinsloo och Mynhardt 1981. Microterys nanus ingår i släktet Microterys och familjen sköldlussteklar. Inga underarter finns listade i Catalogue of Life.